# José Vieira da Silva
Pour les articles homonymes, voir Vieira da Silva, Vieira et Silva.
José António Fonseca Vieira da Silva, né à Marinha Grande le 14 février 1953 est un homme politique portugais membre du Parti socialiste (PS).

## Biographie

### Une carrière d'universitaire
Titulaire d'une licence d'économie, obtenue à l'Institut supérieur d'économie et de gestion de l'Université technique de Lisbonne (UTL), il commence sa vie professionnelle comme chercheur à l'Institut supérieur des sciences du travail et de l'entreprise (ICSTE), où il était responsable de la chaire « Économie et politique économique du Portugal » de la licence d'économie.

### Un parcours de haut fonctionnaire
Avec l'arrivée des socialistes au pouvoir en 1995, il est nommé directeur général du département des Statistiques, des Études et de la Planification du ministère de la Solidarité et de la Sécurité sociale, dirigé par Eduardo Ferro Rodrigues. Il devient ensuite coordinateur du Plan national pour l'emploi, puis il intègre le comité de l'emploi et du marché du travail de l'Union européenne.
Par la suite, il est élu au Conseil économique et social, avant de faire son retour dans la haute fonction publique en tant que directeur général des Études, de la Prospective et de la Planification du ministère du Travail et de la Solidarité.

### Débuts en politique
Le 28 octobre 1999, José Vieira da Silva est nommé secrétaire d'État, chargé de la Sécurité sociale auprès du ministre du Travail et de la Solidarité Eduardo Ferro Rodrigues. Il est désigné le 10 mars 2001 secrétaire d'État, chargé des Travaux publics auprès du nouveau ministre de l'Équipement social, Ferro Rodrigues.
Élu député à l'Assemblée de la République dans le district de Braga lors des élections législatives anticipées du 17 mars 2002 remportées par le centre-droit, il quitte le gouvernement et prend la présidence de la commission parlementaire du Travail et des Affaires sociales, où il est également coordinateur des députés PS pour les questions de solidarité et de sécurité sociale.

### Ministre du Travail, puis de l'Économie
Il est réélu dans le district de Braga aux législatives du 20 février 2005. Le 14 mars suivant, il est nommé ministre du Travail et de la Solidarité sociale dans le premier cabinet de José Sócrates. À ce poste, il est chargé, avec Manuel Pinho et Teixeira dos Santos, de mettre en œuvre les mesures annoncées par Sócrates en vue de réduire le chômage et les déficits publics et d'accroître la compétitivité de l'économie du Portugal.
Reconduit à l'Assemblée de la République pour le district de Setúbal au cours des élections du 27 septembre 2009, il devient ministre de l'Économie, de l'Innovation et du Développement le 26 octobre suivant dans le second gouvernement Sócrates. Il est remplacé par Álvaro Santos Pereira le 21 juin 2011.
Le 26 novembre 2015, du fait du retour au pouvoir du PS, José Vieira da Silva est désigné ministre du Travail, de la Solidarité et de la Sécurité sociale dans le premier gouvernement minoritaire d'António Costa. Sa fille Mariana Vieira da Silva, est nommée ministre de la Présidence et de la Modernisation administrative le 18 février 2019.